# Soyauxia talbotii
Soyauxia talbotii är en tvåhjärtbladig växtart som beskrevs av E. G.Baker. Soyauxia talbotii ingår i släktet Soyauxia och familjen Peridiscaceae. Inga underarter finns listade i Catalogue of Life.